# George Mattos
Pour les articles homonymes, voir Mattos.
George Frank Mattos né le 6 octobre 1929 à Santa Cruz - mort le 18 octobre 2012 est un athlète américain, spécialiste du saut à la perche.

## Biographie

### Palmarès
| Date | Compétition     | Lieu      | Résultat | Performance |
| ---- | --------------- | --------- | -------- | ----------- |
| 1952 | Jeux olympiques | Helsinki  | 9e       | 4,20 m      |
| 1956 | Jeux olympiques | Melbourne | 4e       | 4,35 m      |

### Records
| Épreuve          | Performance | Lieu | Date |
| ---------------- | ----------- | ---- | ---- |
| Saut à la perche | 4,57 m      | —    | 1959 |